# Federação de Voleibol de Chile
A Federação de Voleibol de Chile (em espanholː Federación de Voleibol de Chile - FEVOCHI) a entidade que governa a pratica de voleibol no Chile. Sendo membro da Federação Internacional de Voleibol (FIVB), esta federação é a responsável pela organização dos campeonatos masculino e feminino deste esporte no país. Sua fundação é datada de 1955.